# Fondations Edmond de Rothschild
 (mars 2022).
Les Fondations Edmond de Rothschild forment un réseau philanthropique international, dans les domaines de l'art, de l'entrepreneuriat, de la santé et de l'expertise philanthropique,,. Le réseau comprend dix fondations en France, Suisse, Espagne, aux États-Unis et en Israël, et met en place plus de cent programmes dans vingt pays,. Ariane et Benjamin de Rothschild ont créé cette organisation en 2005 dans le cadre de la transformation de leur héritage philanthropique familial.

## Histoire

### Origines
Historiquement, la famille Rothschild s'est engagée dans des activités de mécénat et de bienfaisance en faveur de causes allant de la santé à la recherche scientifique, l'assistance à la communauté juive, le logement social et les arts. James de Rothschild (1792-1868) et son épouse Betty de Rothschild (1805-1886) étaient de célèbres mécènes qui s'intéressaient à la littérature, aux beaux-arts et à la musique. La communauté juive bénéficiera de l'assistance médicale grâce à la fondation de l'Hôpital israélite de Paris en 1852.
Cette pratique philanthropique est perpétuée par leur fils, Edmond James de Rothschild (1845-1934), collectionneur prolifique qui rendra possible l'acquisition du Trésor de Boscoreale par le musée du Louvre en 1896. Son legs historique de dessins et d'estampes en 1934 permet d'installer au Louvre la Collection Edmond de Rothschild, précurseur de la création du Département des arts graphiques du musée du Louvre.

### Développement auXXesiècle
La philanthropie de la branche parisienne des Rothschild se structure dès le début du XXe siècle. Avec ses frères Alphonse de Rothschild (1827-1905) et Gustave de Rothschild (1829-1911), Edmond James de Rothschild fonde la Compagnie de Logement Social-Fondation Rothschild en 1904. Dix ans plus tard, 1100 habitations à loyer modéré ont été créées à Paris, donnant l'exemple à d'autres philanthropes privés et, finalement, à l'État.
En 1909, Edmond James de Rothschild prend la présidence de la Fondation ophtalmologique Adolphe-de-Rothschild fondé quatre ans plus tôt par le testament d'Adolphe Carl von Rothschild (1823-1900). En 1927, Edmond James de Rothschild crée l'Institut de Biologie physico-chimique avec le prix Nobel de physique Jean Baptiste Perrin, formant ainsi une institution précurseur de l'actuel Centre national de la recherche scientifique (CNRS), premier établissement de recherche public en France. Son acquisition de territoires auprès de propriétaires terriens ottomans permet l'installation en Palestine, au début du XXe siècle, de Juifs fuyant les pogroms de l'Europe centrale. Bien qu'il meurt quinze ans avant l'instauration de l'État moderne d'Israël, Edmond James de Rothschild reste connu dans le pays comme « Hanadiv » (Le Bienfaiteur).
Son fils Maurice de Rothschild soutient des expéditions scientifiques, notamment en Afrique, offrant de nombreux spécimens zoologiques au Muséum national d'histoire naturelle de Paris. Il contribue également à la création des Ballets russes à Paris et fait don d'ornements de la Renaissance au musée du Louvre.
De la génération suivante, Edmond Adoplhe de Rothschild (1926-1997) fait don de meubles, tapisseries et tableaux au Château de Versailles. En 1957, il scelle un partenariat avec l'État d'Israël en créant la Rothschild Caesarea Foundation. En France, il soutient l'association d'aide à l'enfance Œuvre pour la protection des enfants juifs (OPEJ), fondée à l'origine pour venir en aide aux enfants de victimes des déportations sous le régime de Vichy. Nadine de Rothschild poursuit ce travail après la mort de son mari.

### Fondations depuis 2005
À partir de 2005, les fondations philanthropiques Edmond de Rothschild évoluent d'un modèle de « philanthropie de subventions et de dons sans contrepartie vers un modèle avec retour sur engagement ». Afin de transformer ces héritages de longue date en un réseau cohérent et de passer du don traditionnel à la philanthropie stratégique, le banquier d'investissement Firoz Ladak est nommé au poste de PDG des Fondations Edmond de Rothschild, nouvelle structure de holding des fondations créée en 2005.
Les fondations Edmond de Rothschild constituent un réseau de partenaires impliqués dans le co-développement et le mécénat,.
La mission principale des Fondations Edmond de Rothschild est la promotion de la responsabilisation pour une société plus inclusive et collaborative. Ariane et Benjamin de Rothschild ont créé cette organisation en 2005, dans le cadre de la transformation de leur héritage philanthropique familiale.
Les Fondations Edmond de Rothschild sont constituées de dix structures : Mémorial A. de Rothschild, Hôpital Fondation Ophtalmologique Adolphe de Rothschild, Fondation Edmond de Rothschild pour la recherche scientifique, Fondation OPEJ, Fondation Edmond de Rothschild (Israël), Fondation Edmond de Rothschild (États-Unis), Fondation Edmond de Rothschild (Suisse), Fondation Maurice et Noémie de Rothschild, Fondation Ariane de Rothschild, Fondation ERFIP.
En 2025, la Fondation Edmond de Rothschild pour le développement de la recherche scientifique disparaît.

## Activités

### Arts
Les Fondations Edmond de Rothschild poursuivent la tradition familiale de construction d’un héritage philanthropique à travers les initiatives actuelles des fondations. À travers leurs partenariats, les fondations ont pour objectif de soutenir la création artistique, en prenant en compte son impact social. Elles considèrent en effet que le théâtre, la musique ou les arts graphiques peuvent renforcer les liens humains et la lutte contre les inégalités. Les projets soutenus par les fondations incluent :
- Artistes Intervenant en Milieu Scolaire - AIMS (France) : Programme qui place d'anciens élèves de l’École nationale supérieure des beaux-arts (Ensba) en résidence au sein des écoles les plus défavorisées de Saint-Ouen sur Seine, dans la banlieue de Paris, et mise sur le rôle de l’art dans l’inclusion sociale et l’éducation dans les écoles publiques. Il donne aussi une opportunité aux étudiants des Beaux-Arts de se former à l’enseignement tout en poursuivant leur parcours artistique[24].
- Count Me In (Carnegie Hall, New York, États-Unis) : Programme musical extra-scolaire lancé en 2011 destiné aux élèves et visant à faire bénéficier des écoliers des quartiers défavorisés de New York d'un programme de préparation aux auditions des écoles d'art de haut niveau[25],[26]
- 1er acte (Théâtre de la Colline, Paris) : Programme de conférences conçu par le Théâtre National de la Colline, la fondation SNCF et les fondations Edmond de Rothschild. Le programme dest dirigé par des artistes professionnels et est destiné à des jeunes issus de l’immigration et de quartiers défavorisés souhaitant devenir des comédiens professionnels[2],[27],[28],[29].

### Santé
Les fondations Edmond de Rothschild soutiennent la recherche scientifique et médicale, plus particulièrement en ophtalmologie et neuroscience, à travers une approche combinant recherche scientifique et coopération internationale. Les projets soutenus par les fondations incluent :
- L'Hôpital Fondation Adolphe-de-Rothschild (Paris, France) : Créé en 1905 à Paris, l'hôpital dispose d'un budget annuel de cent millions d’euros et regroupe des services de neurologie, neurochirurgie, neuroradiologie, ophtalmologie et les urgences[31]. La fondation soutient aussi la recherche clinique et fondamentale, développe des partenariats internationaux et s’investit dans les opérations humanitaires, tout particulièrement en Afrique en neurosciences et ophtalmologie. En France, l’hôpital est classé premier dans le traitement des maladies complexes de l’œil, l’épilepsie, l’anévrisme cérébral et les traumatismes neuro-visuels[32],[33].
- Programme Femmes Docteurs Ariane de Rothschild (Israël) : Programme qui distribue quatre bourses d’étude à l’Université hébraïque de Jérusalem (UHJ) et Technion à destination de doctorantes pour remédier à la sous-représentation constante des femmes de toutes origines culturelles et religieuses dans l’enseignement supérieur israélien. Ces bourses ont pour objectif d’améliorer la position académique de chercheuses talentueuses dans des secteurs variés[34].
- Université de Genève – Professorat Mémorial Adolphe de Rothschild (Suisse) : Chaire pour la recherche et les applications cliniques en neurosciences créée en 2007 et construite autour d’un partenariat entre philanthropie privée et enseignement supérieur en Suisse[35].

### Entrepreneuriat
Les fondations fournissent aux entrepreneurs une assistance technique, une formation professionnelle et un coaching personnalisé, et apportent leur aide depuis la phase de création jusqu’à la mise en place d’une stratégie de développement pérennee en se concentrant sur l’autonomie financière, l’enrichissement mutuel sectoriel, la croissance et les entreprises transformatives,. Les projets soutenus par les fondations incluent :
- Ariane de Rothschild Fellowship - AdRF (Cambridge, UK New-York, États-Unis) : Lancé en 2009 en partenariat avec la Columbia Business School. Programme de formation et un réseau international d’entrepreneurs sociaux, engagés dans le dialogue interculturel, notamment entre juifs et musulmans, et conçu en modèle de dialogue interculturel mêlant les sciences sociales et des méthodes entrepreneuriales innovantes[37],[38]. Il prend désormais place à la Judge Business School de l’Université de Cambridge et inclut des contributions de la part de l’Université Cornell de l’Université d'Oxford, de la London School of Economics et de l’Université de Montréal[39],[1],[40],[41].
- Scale Up (France, Belgique et Suisse) : Programme d'entrepreneurs responsables développé en 2010 avec l’école de commerce ESSEC et qui met à disposition des entreprises en développement en Europe francophone les savoirs et les aptitudes pour les accompagner sur le plan économique et socia à travers une formation continue, des parrainages et des échanges d’expertise professionnelle[42],[43].
- CRECE (Espagne) : Programme mis en place en partenariat avec UnLtd Espagne et destiné à aider les entreprises à fort potentiel social en proposant aux jeunes entrepreneurs des formations, des conseils juridiques, ainsi que du soutien en communication à travers un réseau de professionnels pro-bono. La finance et la stratégie sont prodiguées par les banquiers du groupe Edmond-de-Rothschild en Espagne[44],[45].
- MOOCs Africa (Suisse et Afrique Francophone) : Créée en 2013, initiative visant à renforcer les ressources digitales des universités africaines en partenariat avec l'École polytechnique fédérale de Lausanne et l'Agence suisse pour le développement et la coopération[46], en collaboration avec les professeurs et les universités afin de maximiser le potentiel des technologies de l’information, et des MOOCs en particulier[47],[48]. Des MOOCs dédiés spécifiquement au sujet de l’Afrique Sub-Saharienne ont également été créés[49].

### Pratiques philanthropiques
Les projets soutenus par les fondations incluent :
- L’École de la Philanthropie (France) : programme donnant aux enfants la possibilité de devenir des citoyens actifs en développant des outils pédagogiques et des méthodes d’enseignements innovants pour sensibiliser les écoliers de 9 à 13 ans au don et aux défis sociaux. Il doit leur donner les outils pour comprendre et agir afin de répondre aux besoins de leurs quartier, créer des liens, et développer la philanthropie de proximité[50],[51].
- La Chaire Philanthropie de l'ESSEC (Paris) : chaire en philanthropie créée en 2011 et visant à contribuer académiquement à la professionnalisation croissante du secteur de la philantrophie en France et en Europe[52]. La chaire vise le développement de la recherche académique et de la formation pédagogique, et fait également office de bureau central des connaissances en philanthropie et des publications régulières[53],[54].
- ERFIP (Empowering Families for Innovative Philanthropy) : plateforme de connaissances créée en 2013 qui réunit les philanthropes privés et praticiens des économies pionnières et émergentes, afin d’encourager l’échange de bonnes pratiques et de connaissances, et se concrétisant dans la mise en place de réseaux transnationaux[source insuffisante][55].

En 2016, les Fondations Edmond de Rothschild lancent la première chaire de philanthropie comportementale à l'université de Genève qui vise à étudier les mécanismes psychologiques et les phénomènes contextuels qui président la prise de décision de donation charitable.